# Ayutthaya (Provinz)
Ayutthaya (voller Name Phra Nakhon Si Ayutthaya, Thai พระนครศรีอยุธยา, [pʰráʔ náʔkʰɔ̄ːn sǐː ʔājúttʰājāː]) ist eine Provinz (Changwat) in der Zentralregion von Thailand.
Die Provinzhauptstadt Ayutthaya liegt im Zentrum der Provinz, etwa 70 Kilometer nördlich von der heutigen Hauptstadt Bangkok.
Der Name Ayutthaya leitet sich von der Stadt Ayodhya, der Heimatstadt des göttlichen Prinzen Rama im indischen Ramayana-Epos her.

## Lage
Ayutthaya liegt inmitten der fruchtbaren Ebene des Mae Nam Chao Phraya (Chao-Phraya-Fluss). Zusammen mit den beiden anderen Flüssen Mae Nam Lop Buri und Mae Nam Pa Sak macht er die Provinz zum Hauptanbaugebiet für Reis.
| Benachbarte Provinzen: | Benachbarte Provinzen:        |
| ---------------------- | ----------------------------- |
| Norden                 | Ang Thong und Lop Buri        |
| Osten                  | Saraburi                      |
| Süden                  | Pathum Thani und Nonthaburi   |
| Westen                 | Nakhon Pathom und Suphan Buri |

## Geschichte
Ayutthaya war etwa seit Mitte des 14. Jahrhunderts die Hauptstadt des siamesischen Königreichs Ayutthaya, bis es im Jahre 1767 von der birmanischen Armee zerstört wurde. Diese Periode der thailändischen Geschichte wird die Ayutthaya-Periode genannt. Die Hauptstadt wurde anschließend ins heutige Bangkok verlegt. Eine neue, viel kleinere Stadt Ayutthaya wurde etwas östlich der Überreste der alten Metropole errichtet.
Die Provinz Ayutthaya hieß zunächst Krung Kao (กรุงเก่า, „alte (Haupt-)Stadt“). Sie war nach der Thesaphiban-Verwaltungsreform des Königs Rama V. (Chulalongkorn) in den 1890er-Jahren Sitz des Monthon Krung Kao, zu dem die damaligen Provinzen Krung Kao, Ang Thong, Saraburi, Phra Phutthabat, Lop Buri, Phrom Buri, In Buri und Sing Buri zusammengefasst wurden. 1919 wurde der Name der Provinz in Phra Nakhon Si Ayutthaya geändert, 1926 wurde auch das Monthon in Ayutthaya umbenannt. Nach dem Ende der absoluten Monarchie 1932 wurden die Monthon wieder abgeschafft und alle Provinzen direkt der Zentralregierung unterstellt. Im Jahr 1976 wurden die Ruinen der alten Metropole als Geschichtspark Ayutthaya geschützt, der seit 1991 zum UNESCO-Welterbe gehört.

## Wirtschaft
Im Jahr 2009 betrug das „Gross Provincial Product“ (Bruttoinlandsprodukt) der Provinz 390.745 Millionen Baht.
Der Mindestlohn in der Provinz Ayutthaya beträgt 265 Baht (etwa 5,50 €; Stichtag 1. April 2012).

### Daten
Die unten stehende Tabelle zeigt den Anteil der Wirtschaftszweige am Gross Provincial Product in Prozent:
| Wirtschaftszweig | 2006 | 2007 | 2008 | 2009 |
| ---------------- | ---- | ---- | ---- | ---- |
| Landwirtschaft   | 02,2 | 02,0 | 02,5 | 02,4 |
| Bergbau          | 00,3 | 00,3 | 00,2 | 00,3 |
| Industrie        | 85,4 | 85,7 | 86,4 | 85,8 |
| Andere           | 12,1 | 12,0 | 10,9 | 11,5 |

Für die Provinz ist die folgende Landnutzung dokumentiert:
- Waldfläche: –
- Landwirtschaftlich genutzte Fläche: 1.112.353 Rai (1.779,76 km²), 69,6 % der Gesamtfläche
- Nicht klassifizierte Fläche: 485.547 Rai (776,87 km²), 30,4 % der Gesamtfläche

Das durchschnittliche Einkommen pro Haushalt lag 2008 bei 21.678 Baht und damit um etwa die Hälfte höher als 2004.

## Bevölkerung
Den Daten der Volkszählung 2000 zufolge waren 99,8 % der Bevölkerung der Provinz thailändische Staatsbürger. 94,3 % waren Buddhisten, 4,8 % Muslime. Es gab keine größeren sprachlichen Minderheiten.

## Symbole
Einer der verschiedenen Legende über die Gründung Ayutthayas zufolge soll der erste König U Thong einst ein wunderschönes schneeweißes Schneckenhorn gefunden haben. Er wählte den Fundort als Gründungsstätte seiner zukünftigen Hauptstadt aus. Er legte sodann das Schneckenhorn auf einen Sockel und baute einen Pavillon um es herum. Das Siegel der Provinz zeigt diesen Pavillon mit dem lokalen Baum dahinter.
Die lokale Blume der Provinz ist der Papageienschnabel (Sesbania aculeata), der lokale Baum die Küstenkordie (Cordia dichotoma).
Der Wahlspruch der Provinz lautet ราชธานีเก่า อู่ข้าวอู่น้ำ เลิศล้ำกานท์กวี คนดีศรีอยุธยา, was frei übersetzt werden kann als
„Die alte Hauptstadt Siams für viele Jahrhunderte,
Der Umschlagplatz für Reis, Nahrung und Wasser für nah und fern,
Die Heimat hervorragender Poeten,
Auf die besten und tapfersten Leute von Ayutthaya können wir vertrauen.“

## Sehenswürdigkeiten
Die Ruinen des Ayutthaya Historical Park gehören heute zur Liste des Weltkultur- und Naturerbes der Menschheit der UNESCO.
In dieser Provinz liegt auch der königliche Sommerpalast von Bang Pa-in.

## Verwaltungseinheiten

### Provinzverwaltung
Die Provinz ist unterteilt in 16 Kreise (Amphoe), 209 Gemeinden (Tambon) und 1328 Dörfer (Muban).
| \| Nr. \| Amphoe-Name \| Thai \| \| Nr. \| Amphoe-Name \| Thai \| \| --- \| ------------------------------- \| ------------------ \| \| --- \| -------------------- \| -------------- \| \| 01 \| Amphoe Phra Nakhon Si Ayutthaya \| อำเภอพระนครศรีอยุธยา \| \| 09 \| Amphoe Phachi \| อำเภอภาชี \| \| 02 \| Amphoe Tha Ruea \| อำเภอท่าเรือ \| \| 10 \| Amphoe Lat Bua Luang \| อำเภอลาดบัวหลวง \| \| 03 \| Amphoe Nakhon Luang \| อำเภอนครหลวง \| \| 11 \| Amphoe Wang Noi \| อำเภอวังน้อย \| \| 04 \| Amphoe Bang Sai \| อำเภอบางไทร \| \| 12 \| Amphoe Sena \| อำเภอเสนา \| \| 05 \| Amphoe Bang Ban \| อำเภอบางบาล \| \| 13 \| Amphoe Bang Sai \| อำเภอบางซ้าย \| \| 06 \| Amphoe Bang Pa-in \| อำเภอบางปะอิน \| \| 14 \| Amphoe Uthai \| อำเภออุทัย \| \| 07 \| Amphoe Bang Pahan \| อำเภอบางปะหัน \| \| 15 \| Amphoe Maha Rat \| อำเภอมหาราช \| \| 08 \| Amphoe Phak Hai \| อำเภอผักไห่ \| \| 16 \| Amphoe Ban Phraek \| อำเภอบ้านแพรก \| |                                 |                    |  |     |                      |                |
| Nr. | Amphoe-Name                     | Thai               |  | Nr. | Amphoe-Name          | Thai           |
| 01 | Amphoe Phra Nakhon Si Ayutthaya | อำเภอพระนครศรีอยุธยา |  | 09  | Amphoe Phachi        | อำเภอภาชี       |
| 02 | Amphoe Tha Ruea                 | อำเภอท่าเรือ         |  | 10  | Amphoe Lat Bua Luang | อำเภอลาดบัวหลวง |
| 03 | Amphoe Nakhon Luang             | อำเภอนครหลวง       |  | 11  | Amphoe Wang Noi      | อำเภอวังน้อย     |
| 04 | Amphoe Bang Sai                 | อำเภอบางไทร        |  | 12  | Amphoe Sena          | อำเภอเสนา      |
| 05 | Amphoe Bang Ban                 | อำเภอบางบาล        |  | 13  | Amphoe Bang Sai      | อำเภอบางซ้าย    |
| 06 | Amphoe Bang Pa-in               | อำเภอบางปะอิน       |  | 14  | Amphoe Uthai         | อำเภออุทัย       |
| 07 | Amphoe Bang Pahan               | อำเภอบางปะหัน       |  | 15  | Amphoe Maha Rat      | อำเภอมหาราช    |
| 08 | Amphoe Phak Hai                 | อำเภอผักไห่          |  | 16  | Amphoe Ban Phraek    | อำเภอบ้านแพรก   |

### Lokalverwaltung
Für das ganze Gebiet der Provinz besteht eine Provinz-Verwaltungsorganisation (องค์การบริหารส่วนจังหวัด, kurz อบจ., Ongkan Borihan suan Changwat; englisch Provincial Administrative Organization, PAO).
In der Provinz gibt es eine Großstadt (เทศบาลนคร – Thesaban Nakhon): Phra Nakhon Si Ayutthaya (เทศบาลนครพระนครศรีอยุธยา)
und vier Städte (เทศบาลเมือง – Thesaban Mueang): Lam Ta Sao (เทศบาลเมืองลำตาเสา) und Pak Hai (เทศบาลเมืองผักไห่), Ayothaya (เทศบาลเมืองอโยธยา) und Sena (เทศบาลเมืองเสนา).
Daneben gibt es 29 Kleinstädte (เทศบาลตำบล – Thesaban Tambon).